# Etosuksymid
Etosuksymid (łac. Ethosuximidum) – organiczny związek chemiczny stosowany jako lek przeciwdrgawkowy. Hamuje impulsy elektryczne w mózgu, będące przyczyną napadów padaczki. Zmniejsza i łagodzi napady padaczkowe, zapobiega ich powstawaniu. Jest związkiem chiralnym, produkt farmaceutyczny jest mieszaniną racemiczną obu enancjomerów.

## Farmakokinetyka
Lek dobrze wchłania się z przewodu pokarmowego. Maksymalne stężenie w osoczu krwi osiąga po ok. 1–7 godzin. Biologiczny okres półtrwania etosuksymidu wynosi 20–40 godzin u dzieci, 40–70 godzin u osób dorosłych. Metabolizm zachodzi w wątrobie. Wydalanie następuje przez nerki.

## Wskazania
- padaczka
- napady nieświadomości

## Przeciwwskazania
- nadwrażliwość na lek
- zaburzenia czynności wątroby i nerek
- padaczka uogólniona toniczno-kloniczna
- padaczka psychoruchowa
- uszkodzenie szpiku kostnego

## Działania niepożądane
- bóle brzucha
- nudności
- wymioty
- brak apetytu
- biegunka
- bóle i zawroty głowy
- osłabienie
- zaburzenia snu
- światłowstręt
- zmiany w obrazie krwi
- psychozy

## Preparaty
- Petinimid – kapsułki 0,25 g

## Dawkowanie
Doustnie. Dawkę i częstotliwość stosowania ustala lekarz. Zwykle dorośli początkowo 1 kapsułkę, następnie należy stopniowo zwiększać dawkę dobową co 4–7 dni o 1 kapsułkę aż do ustąpienia napadów.